# Гюнай Хюсмен
Гюнай Хюсмен Хюсмен е български политик и областен управител на Разград, назначен от партия ГЕРБ

## Биография
Роден на 11 май 1966 г. в Исперих. През 1998 г. завършва Агроинженерство – растителна защита в Аграрния университет в Пловдив.

## Политическа кариера
Стартира професионалната си кариера през 1993 г. като секретар на Общинската поземлена комисия в гр. Исперих. От октомври 1994 г. до октомври 1995 г. е управител на „Караджа-ФАГ“ ООД, Исперих. Кмет е на община Исперих от 1995 до 1999 г. От 1999 г. до 2011 г. е последователно мениджър и управител на „Караджа-ФАГ“ ООД. Председател е на Общински съвет Исперих от 2011 до 2014 г. От 2014 до януари 2017 г. е народен представител в XLIII народно събрание.